# Alois Jirásek
Alois Jirásek (pronunciació en txec: [ˈalojs ˈjɪraːsɛk]) (Hronov, Regne de Bohèmia, 23 d'agost de 1851 - Praga, 12 de març de 1930) fou un escriptor txec, autor de novel·les històriques i d'obres de teatre. Jirásek va ser professor de secundària fins al seu retir el 1909. Va escriure una sèrie de novel·les històriques imbuïdes de fe en el seu país i en el progrés cap a la llibertat i la justícia. Va ser nominat per al Premi Nobel de Literatura el 1918, 1919, 1921 i 1930.